# Verbascum agrimoniifolium
Verbascum agrimoniifolium là một loài thực vật có hoa trong họ Huyền sâm. Loài này được Huber-Morath miêu tả khoa học đầu tiên.